# Casaleone
Casaleone (velenceiül Cazałeon) település Olaszországban, Veneto régióban, Verona megyében. Lakosainak száma 5554 fő (2023. január 1.). Casaleone Cerea, Gazzo Veronese, Ostiglia és Sanguinetto községekkel határos.

## Népesség
A település népességének változása:
| Lakosok száma | 5766 | 5648 | 5554 |
|               | 2017 | 2018 | 2023 |